# Türkische Fußballnationalmannschaft (U-17-Junioren)
Die türkische U-17-Fußballnationalmannschaft ist eine Auswahlmannschaft türkischer Fußballspieler. Sie unterliegt der Türkiye Futbol Federasyonu und repräsentiert sie international auf U-17-Ebene, etwa in Freundschaftsspielen gegen die Auswahlmannschaften anderer nationaler Verbände, bei U-17-Europameisterschaften und U-17-Weltmeisterschaften.
Die Mannschaft wurde 1994 und 2005 Europameister. Bei der EM 2008 im eigenen Land sowie 2010 und 2017 erreichte sie das Halbfinale.
Ihr größter Erfolg bei Weltmeisterschaften war der vierte Platz 2005 und das Erreichen des Viertelfinales 2009.

## Teilnahme an U-17-Weltmeisterschaften
(Bis 1989 U-16-Weltmeisterschaft)
| 1985 | nicht qualifiziert |
| 1987 | nicht qualifiziert |
| 1989 | nicht qualifiziert |
| 1991 | nicht qualifiziert |
| 1993 | nicht qualifiziert |
| 1995 | nicht qualifiziert |
| 1997 | nicht qualifiziert |
| 1999 | nicht qualifiziert |
| 2001 | nicht qualifiziert |
| 2003 | nicht qualifiziert |
| 2005 | 4. Platz           |
| 2007 | nicht qualifiziert |
| 2009 | Viertelfinale      |
| 2011 | nicht qualifiziert |
| 2013 | nicht qualifiziert |
| 2015 | nicht qualifiziert |
| 2017 | Vorrunde           |
| 2019 | nicht qualifiziert |
| 2023 | nicht qualifiziert |

## Teilnahme an U-17-Europameisterschaften
(Bis 2001 U-16-Europameisterschaft)
| 1982 | nicht qualifiziert |
| 1984 | nicht qualifiziert |
| 1985 | nicht qualifiziert |
| 1986 | nicht qualifiziert |
| 1987 | 4. Platz           |
| 1988 | nicht qualifiziert |
| 1989 | nicht qualifiziert |
| 1990 | nicht qualifiziert |
| 1991 | nicht qualifiziert |
| 1992 | nicht qualifiziert |
| 1993 | Vorrunde           |
| 1994 | Europameister      |
| 1995 | nicht qualifiziert |
| 1996 | nicht qualifiziert |
| 1997 | nicht qualifiziert |
| 1998 | nicht qualifiziert |
| 1999 | nicht qualifiziert |
| 2000 | nicht qualifiziert |
| 2001 | Viertelfinale      |
| 2002 | nicht qualifiziert |
| 2003 | nicht qualifiziert |
| 2004 | Vorrunde           |
| 2005 | Europameister      |
| 2006 | nicht qualifiziert |
| 2007 | nicht qualifiziert |
| 2008 | Halbfinale         |
| 2009 | Vorrunde           |
| 2010 | Halbfinale         |
| 2011 | nicht qualifiziert |
| 2012 | nicht qualifiziert |
| 2013 | nicht qualifiziert |
| 2014 | nicht qualifiziert |
| 2015 | nicht qualifiziert |
| 2016 | nicht qualifiziert |
| 2017 | Halbfinale         |
| 2018 | nicht qualifiziert |
| 2019 | nicht qualifiziert |
| 2022 | Vorrunde           |
| 2023 | nicht qualifiziert |
| 2024 | nicht qualifiziert |

## Weblink
- Türkische Fußballnationalmannschaft in der Datenbank der Türkiye Futbol Federasyonu (englisch)